# 北海道中ひざくりげ
北海道中ひざくりげ（ほっかいどうちゅう・ひざくりげ）は1987年4月から2020年3月まで放送され、NHK札幌放送局他北海道各地の日本放送協会各局が制作していた紀行番組。一時、「新・北海道中ひざくりげ」のタイトルで放送されていたり、「北海道スペシャル」の枠内で放送されていた時期がある。

## 概要
- 1987年4月9日放送開始、2020年3月13日放送終了[1][2][3]。全530回[3]。
- NHK札幌局のアナウンサーが「旅人」役としてレポーターを務め北海道内各市町村の普段の姿を紹介する内容として[3]、北海道内すべての市区町村を訪問し、そこで見つけた人・もの・文化・自然・グルメをアナウンサーの視点から見つめつつ訪ね歩くシリーズである。堅いイメージのアナウンサーが背広を脱ぎ各地を回るスタイルが斬新で好評を博し[3]、当初は道内全域を巡り終えて終了とする計画としていたが、人気が高まり最終的に道内を約3巡する長期のシリーズとなった[3]。
- 初期は藤谷栄也アナウンサーが月1度旅人を務め、残り3週は道内各局の若手アナウンサーが担当していた。
- 1990年代後半には総合テレビ深夜に全国再放送があった。衛星第2テレビでも不定期に再放送された。
- 番組連動のデータ放送を実施。また、2012年4月から字幕放送も実施している。全国放送番組の時差放送を除けば北海道ローカルにおける地域番組の字幕放送実施は本番組が初めてとなる。字幕放送は当初、再放送時のみ行っていたが、2013年4月以降は本放送でも実施するようになった。
- 番組に携わるスタッフは5人（ディレクター・アナウンサー・カメラマン・音声マン・ドライバー）、ロケの期間はおおむね6日であった。ディレクターが現地で下調べをするものの、撮影中に出会った地元住民から話を聞いて取材に活かす事もあった[3]。
- 2022年4月2日放送のおはよう北海道土曜プラス内のコーナー「ぶらりみてある記」は堀伸浩アナが白老町を旅し（ひざくりげ以来15年ぶり）、コーナー終盤には番組のテーマ曲であった「北の旅人」を流し本番組を模した構成とした[4]。

## 主な旅人
- 藤谷栄也（初代。1987 - 1988年、14回担当）[5]
- 鎌田正幸（1987 - 1992年、35回担当）[5]
- 二見和男（1992 - 1996年[5]、50回担当。現・NHK金沢放送局嘱託アナウンサー）
- 恩蔵憲一（1997年 - 不明。「新・北海道中ひざくりげ」時代。現・NHK日本語センターアナウンサー）
- 久保田茂[3]（2011 - 2014年[6]、33回担当[3]。NHK札幌放送局アナウンサー）
- 加藤成史（2005年までに32回担当 NHK札幌放送局アナウンサー）[7]

### 主な旅人以外の担当した各局のアナ
- 渡部英美
- 福井慎二（釧路・札幌時代）
- 品田公明（函館・釧路・札幌時代）
- 白崎義彦（釧路・旭川時代）
- 志摩悦二郎（旭川・札幌・函館時代）
- 南山吉弘（旭川・室蘭・札幌時代）
- 加藤成史（旭川・北見・札幌時代）
- 森本健成（釧路時代）
- 河島康一（北見・釧路・札幌時代）
- 高鍬亮
- 増子有人
- 高瀬登志彦（釧路・函館・札幌時代）
- 堀伸浩（旭川・札幌時代）
- 遠藤亮
- 高市佳明
- 三浦拓実
- 赤松俊理
- 上野速人
- 稲塚貴一
- 吉岡大輔

ほか多数。その他、道内各地の放送局アナウンサー・契約女性キャスターも参加した。

### アナウンサー以外の旅人
- 鈴井貴之、TEAM NACS（森崎博之、安田顕、戸次重幸、大泉洋、音尾琢真）、オクラホマ（河野真也、藤尾仁志）（2018年度） - 全員、CREATIVE OFFICE CUEに所属。北海道命名150年に因んだ「松浦武四郎スペシャル」シリーズで各回に1人ずつ出演。

## 放送記録
| 放送日         | 内容                                             | 旅人     |  |
| -------------- | ------------------------------------------------ | -------- |  |
| 1987年4月9日   | 吹き荒れて・春～浜頓別町～                       | 藤谷栄也 |  |
| 1987年4月16日  | 足踏めば音がするなり太鼓山～厚沢部町～           | 藤谷栄也 |  |
| 1987年4月23日  | ラッコ会いたや春の海～ユルリ島～                 |          |  |
| 1987年4月30日  | 幻の鍾乳洞を探せ!～島牧村～                      |          |  |
| 1987年5月14日  | 山の湖に春の精を見た～南富良野町～               |          |  |
| 1987年5月21日  | アドベンチャー号 クマゲラの森を行く～然別湖～    |          |  |
| 1987年5月28日  | 名水集合・里の春～東藻琴村～                     |          |  |
| 1987年6月4日   | 政宗一門・花よし酒よし人もよし～伊達市～         |          |  |
| 1987年6月11日  | 清流に仙人ひとり住むという～士幌町～             |          |  |
| 1987年6月18日  | 四つ子わんぱく便り～北村～                       |          |  |
| 1987年6月25日  | 地名の旅 昔の名前で生きてます～釧路町～          |          |  |
| 1987年7月2日   | 売り物は気っぷの良さと生きの良さ～小樽市～       | 藤谷栄也 |  |
| 1987年7月9日   | 島の子どもは鳥見て育つ～天売島～                 | 鎌田正幸 |  |
| 1987年7月16日  | 滝さがし夢さがし～滝上町～                       |          |  |
| 1988年7月14日  |                                                  |          |  |
| 1989年6月29日  | 神威の森で羅漢は生まれた～浦河～                 |          |  |
| 1990年1月25日  | 雪原を走れ!トナカイの夢～幌延町～                |          |  |
| 1990年4月26日  | 清流の里にカヌーをこぐ～千歳市～                 | 鎌田正幸 |  |
| 1990年6月14日  | 緑の大地に羊の国の夢をみる～白糠町～             | 品田公明 |  |
| 1991年5月16日  | "兄ちゃん"の里にふれあい見つけた～栗沢町・万字～ | 鎌田正幸 |  |
| 1992年7月2日   | 山里に故郷の夢描く～端野町～                     | 二見和男 |  |
| 1993年11月13日 | 宝島の夢追い夫婦の住むという～松前町 松前小島～  | 二見和男 |  |
| 1993年12月18日 | 波の谷間で"ひとうなり"～鹿部町～                 |          |  |
| 1995年5月14日  | 春本番でっかいイチゴに夢馳せて～比布町～         |          |  |
| 1995年12月10日 | モチの里 夢もふっくら六人衆～風連町～            | 白崎義彦 |  |
| 1996年3月17日  | 炭鉱の町いまも輝く～赤平市～                     | 二見和男 |  |
| 1996年12月8日  | 故郷の山にとどろけ樽太鼓～羅臼町～               | 齋藤哲   |  |
| 1997年10月19日 | 木登り師山の男の誇りをかけて～丸瀬布町～         | 河島康一 |  |
| 1998年3月1日   | 牛舎がおれたちのアトリエ～別海町                 | 高市佳明 |  |
| 1998年5月31日  | 馬馳せる浜に「わんぱく」育つ～浜中町～           | 武田康孝 |  |
| 1999年6月6日   | おやじ釣り師 オホーツク一番勝負                  | 武田康孝 |  |

### 2000年代
|                | 内容                                                  | 旅人       | |
| -------------- | ----------------------------------------------------- | ---------- | --- |
|                |                                                       |            | |
| 2000年3月5日   | 温泉のともしびいつまでも～足寄町                      | 羽隅将一   | |
| 2000年5月19日  | 春の息吹 待ちわびた里で～知床半島                     | 高市佳明   | |
| 2000年6月      | ふるさとの山に抱かれて～函館山                        | 木村マサ子 | |
| 2000年7月21日  | 夏・積丹 ふるさとの歌声ひびく                         | 大橋信之   | |
| 2001年1月19日  | 元気です!風としばれのふるさとの浜～厚田・浜益村       | 増子有人   | |
| 2001年4月20日  | おやじかっこいい浜～春・猿払村                        | 堀伸浩     | |
| 2001年5月11日  | 街道にぬくもり訪ねて～恵庭・千歳                      | 福田光男   | |
| 2001年12月14日 | 川が運ぶふるさとの宝もの～鵡川町・穂別町～            |            | |
| 2002年10月4日  | 秋色 夢色 オロロン浪漫                                | 堀伸浩     | |
| 2003年8月1日   | 海霧の町に夏きたる～浜中町～                          | 堀越将伸   | |
| 2003年9月5日   | 清流を楽しむ ふるさとの夏～蘭越町～                   | 増子有人   | |
| 2003年10月17日 | 男たちの演歌が大漁を呼ぶ～鹿部町～                    | 志摩悦二郎 | |
| 2003年12月5日  | カルデラの里は冬じたく～赤井川村～                    | 武田涼介   | |
| 2004年2月13日  | 白鳥が舞う恵みの湖～厚岸町～                          | 堀越将伸   | |
| 2004年11月26日 | ふるさとのぬくもり求めて～北桧山町～                  | 高瀬登志彦 | |
| 2004年12月10日 | 湖にロマン 大地に笑顔～佐呂間町～                     | 松村志高   | |
| 2006年6月30日  | 地域のきずな いつまでも～当別町～                     | 堀伸浩     | |
| 2006年7月28日  | 学びやに木霊（こだま）が響く～厚沢部町～              | 筒井亮太郎 | |
| 2006年9月15日  | ふるさとの夜空 紅く燃えて～沼田町・夜高あんどん祭り～ | 赤松俊理   | |
| 2006年10月27日 | 思い出の川 いつまでも～札幌・創成川～                 | 吉岡大輔   | |
| 2008年2月23日  | 蒸気機関車はわれらが誇り ～標茶町～                   | 稲塚貴一   | |
| 2008年3月      | 頑張っています!狸小路 ～札幌市～                      |            | |
| 2008年4月      | 雪の農家にみつけた春 ～新篠津村～                     |            | |
| 2008年6月29日  | ふるさとの輝きを探して ～浦幌町～                     | 三好正人   | |
| 2008年7月20日  | 牛も幸せに 人も幸せに～喜茂別町                       | 南山吉弘   | |
| 2008年8月      | ツリーハウスは僕らのきずな～白糠町～                  | 稲塚貴一   | |
| 2008年9月      | 魅惑の街・路地裏を一歩入れば ～札幌・円山～           | 高瀬登志彦 | |
| 2008年10月     | 家族の想い 実りに託して～三笠市～                     | 南山吉弘   | |
| 2012年10月26日 | 廃校ルネサンス進行中～新冠町～                        |            | |
| 2012年11月30日 | 町の小さな映画館～浦河町～                            |            | 浦河町の映画館「大黒座」。経営は厳しく副業で赤字を埋めながら、家族3人で上映を続ける三上さん一家の映画への情熱と、それを支える人々との交流を伝える。 |
| 2013年1月25日  | 酪農ヘルパー奮闘記～中標津町～                        |            | 道東の大地を年中無休で駆け回る人がいる。大泉義明さん43歳。酪農家が病気などで働けないとき、代わりに牛の世話をする「酪農ヘルパー」だ。大泉さんの活躍に密着する。 |
| 2013年2月22日  | 小さな水族館の大きな夢～北見市～                      |            | ベテランと新人の2人の飼育員が協力して夢の水族館を作ろうと奮闘する |
| 2013年4月12日  | 気合い一撃!150人の朝稽古                              |            | 早朝の札幌都心で、道内各地から集まった150人以上の剣士達が朝稽古を行なっています。1対1の稽古で汗を流し、自分自身と向き合う剣士達の剣道にかける思いに迫ります |
| 2013年5月24日  | 小さな塾から夢羽ばたいて～中川町～                    |            | 道北の中川町にある唯一の学習塾は、講師が皆、町の普通のおじさんやおばさん。子供たちは「世の中のいろんなこと」を教えてくれる町民講師たちに支えられて、成長する。 |
| 2013年6月21日  | 故郷の味 地豆にかける～大樹町～                       |            | 十勝の大樹町では、開拓時代から受け継がれてきた地豆を作り続ける農家がいます。その美味しさに魅せられた人々が豆づくりを支えている。春の十勝で地豆にかける思いを描く |
| 2013年9月13日  | コスモスでつながる町 ～遠軽町～                       |            | |
| 2013年10月18日 | 幻のたまねぎに夢のせて～札幌・丘珠町～                | 久保田茂   | |
| 2013年11月1日  | 家族の心ひとつ りんごの里 ～壮瞥町～                  |            | |
| 2013年12月6日  | 人を運んで つないで100年～函館・路面電車～            |            | |
| 2014年1月10日  | 誇りをもって いまに生きる～阿寒湖アイヌコタン～       |            | アジアからの観光客でにぎわう「阿寒湖アイヌコタン」。ここには、伝統文化に基づく新たな観光を模索するアイヌの人たちがいる。豊かな自然の中で、その思いに触れる旅。 |
| 2014年3月14日  | この街で、一人前になる ～札幌ススキノ～               |            | 日本有数の繁華街で地道な努力を続ける若者の姿に迫る |
| 2017年12月15日 | 木のぬくもり いつまでも～北見市留辺蘂町～             |            | |
| 2019年5月31日  | 十勝の馬は 大きく強く～帯広 厩舎（きゅうしゃ）村～    |            | |
| 2019年6月21日  | 水の恵みが人をうるおす美幌町                          |            | |
| 2020年3月13日  | 厳寒の大地に未来を灯（とも）す ～旭川市 江丹別町～    | 山田朋生   | この冬、国内最低となる氷点下36度を記録した極寒の町、旭川市江丹別町を訪ねる旅。人口300人ほどの山間の町には今、「ここを世界一にしよう」と動く若手たちがいる。世界中にファンを持つようになった地元育ちのこだわりチーズ職人、移住してきたフランス料理のシェフ、北海道ならではの森を育てたいと願う木こりまで、それぞれの夢がつながり、熱気を帯びていく様子に触れる最後の旅。 |
| 2020年3月27日  | 外伝「モチの里 ふくらんだ夢の続き〜名寄市 風連町〜」  | 白崎義彦   | 25年前、農家の先駆けとして「6次産業化」に挑んでいた人たちのその後を紹介。時に思わぬ追い風、時に思わぬ落とし穴。窮地を救ったアイデア、悩んだあげくの仲間との別れ・・・。25年の光と影を描く。 |

## 主題歌
「北の旅人」
作詞 - 庄司明弘 / 作曲 - 南こうせつ / 編曲 - 石川鷹彦 / 歌 - 南こうせつ
「北海道の自然と人間」をテーマに依頼され、南は北海道に対する全体的なイメージとして「夢の大地」の感覚を広げながら大分の自宅から見える別府湾や佐田岬半島の眺望のイメージや北へと旅立つ旅人のイメージを合わせて作曲し、優しく誰でも口ずさめる音域で口笛でも吹ける形を心がけた。

## 放送日時
- 概ね毎月最終金曜日（8・12・3月は除く）地域情報番組（北スペシャル）枠の20:00 - 20:28（2006年より末尾の3分間はおすすめのスポットを紹介する「ふらっとひざくりげ」を編成。2013年4月以降は20:00 - 20:25となり、「ふらっとひざくりげ」のコーナーは廃止）。原則として翌日の土曜 10:35 - 11:03と9日後の日曜 8:00 - 8:25に再放送。なお、再放送は前述の時間帯以外にも地域編成の空いた時間枠で組まれることがある。
  - 開始初期は毎週（当初は木曜日19:30 - 20:00）放送されていたが、2000年代以降は北海道スペシャルの枠内（20時台）で放送となり、2006年より再び独立[10]。2014年度以降は不定期放送となり2014 - 2016年度は『穴場ハンター』と組み合わせる形での初回放送、2017年以降は『北海道クローズアップ』を休止し19:30 - 19:55に初回放送し「北海道LOVEテレビ」内で『穴場ハンター』と組み合わせ再放送される。
  - 2005年3月4日に「北海道スペシャル」内で400回記念の特別番組が放送された。
  - 2011年9月22日（木曜日）には放送開始25周年のスペシャルが放送された（19:30 - 20:43）。

## 書籍
いずれも中西出版刊。
- 好きなのでもっと知りたい 北海道中ひざくりげ1（1987年 ISBN 4-931204-07-4）
- 好きなのでもっと知りたい 北海道中ひざくりげ2（1988年 ISBN 4-931204-15-5）
- 好きなのでもっと知りたい 北海道中ひざくりげ3（1989年 ISBN 4-931204-21-X）

## 不祥事
- 1994年5月16日放送「春は川のせせらぎにのって・標津川」[11]にて、中標津町の自然の紹介の中で地元の山菜愛好家のコメントとして「バイケイソウを酢の物として食べる」と放送し翌朝にも再放送を行ったが、視聴者から「有毒で食べられない」と抗議が寄せられ15日夜から謝罪放送を行った[12]。